# Chance futsal liga 2014/2015
V soubojích 23. ročníku 1. české futsalové ligy 2014/15 (sponzorským názvem Chance futsal liga) se utkalo v základní části 12 týmů dvoukolovým systémem podzim - jaro. Do vyřazovací částí postoupilo prvních osm týmů v tabulce. Nováčky soutěže se staly týmy SK Olympik Mělník (vítěz 2. ligy – sk. Západ) a SKP Likop Třinec (vítěz 2. ligy – sk. Východ). Vítězem základní části soutěže se stal tým FC Balticflora Teplice. Sestupujícími se staly po skončení základní části oba nováčkové soutěže SK Olympik Mělník a SKP Likop Třinec. Vítězem soutěže se stal tým FK ERA-PACK Chrudim, který ve finále porazil tým FC Balticflora Teplice 3:0 na zápasy.

## Kluby podle krajů
- Praha (2): SK Slavia Praha, AC Sparta Praha
- Středočeský (3): FK SAT-AN Kladno, SK Olympik Mělník, FC Benago Zruč nad Sázavou
- Ústecký (1): FC Balticflora Teplice
- Královéhradecký (1): MADOS MT Hradec Králové
- Pardubický (2): FK ERA-PACK Chrudim, 1. FC Nejzbach Vysoké Mýto
- Jihomoravský (2): Helas Brno, FC Tango Brno
- Moravskoslezský (1): SKP Likop Třinec

## Základní část
| Poř. | Tým                        | Z  | V  | R | P  | VG  | OG  | B  |
| ---- | -------------------------- | -- | -- | - | -- | --- | --- | -- |
| 1.   | FC Balticflora Teplice     | 22 | 22 | 0 | 0  | 144 | 31  | 66 |
| 2.   | FK ERA-PACK Chrudim        | 22 | 19 | 1 | 2  | 121 | 33  | 58 |
| 3.   | FC Benago Zruč nad Sázavou | 22 | 15 | 1 | 6  | 106 | 71  | 46 |
| 4.   | AC Sparta Praha            | 22 | 13 | 3 | 6  | 96  | 79  | 42 |
| 5.   | 1. FC Nejzbach Vysoké Mýto | 22 | 12 | 3 | 7  | 85  | 70  | 39 |
| 6.   | FC Tango Brno              | 22 | 10 | 2 | 10 | 85  | 76  | 32 |
| 7.   | Helas Brno                 | 22 | 7  | 2 | 13 | 60  | 77  | 23 |
| 8.   | SK Slavia Praha            | 22 | 5  | 4 | 13 | 66  | 101 | 19 |
| 9.   | FK SAT-AN Kladno           | 22 | 5  | 3 | 14 | 51  | 94  | 18 |
| 10.  | MADOS MT Hradec Králové    | 22 | 5  | 3 | 14 | 72  | 112 | 18 |
| 11.  | SKP Likop Třinec           | 22 | 4  | 5 | 13 | 55  | 95  | 17 |
| 12.  | SK Olympik Mělník          | 22 | 1  | 1 | 20 | 53  | 155 | 4  |

Poznámky
- Z = Odehrané zápasy; V = Vítězství; R = Remízy; P = Prohry; VG = Vstřelené góly; OG = Obdržené góly; B = Body
- Teplice se týden před zahájením nového ročníku odhlásily z nejvyšší soutěže a následně se pak přihlásily pouze do Krajského přeboru (4. nejvyšší soutěž).[2] Dodatečně je pak nahradilo mužstvo České Lípy, které skončilo v západní skupině druhé ligy na druhém místě..[3]

|  | Postup do vyřazovací části soutěže  |
|  | Mužstvo se po sezóně odhlásilo      |
|  | Sestup do příslušné skupiny 2. ligy |

## Vyřazovací část

### Čtvrtfinále
| Tým A                      | Výsledek série | Tým B                      | Výsledky jednotlivých zápasů        |
| -------------------------- | -------------- | -------------------------- | ----------------------------------- |
| FC Balticflora Teplice     | 3:0            | SK Slavia Praha            | 7:1, 11:1, 8:2                      |
| FK ERA-PACK Chrudim        | 3:0            | Helas Brno                 | 6:2, 4:1, 9:0                       |
| FC Benago Zruč nad Sázavou | 3:2            | FC Tango Brno              | 8:8pp (3:4pk), 6:2, 5:11, 7:5, 1:0  |
| AC Sparta Praha            | 3:2            | 1. FC Nejzbach Vysoké Mýto | 3:4pp, 6:1, 2:2pp (2:4pk), 6:4, 4:1 |

### Semifinále
| Tým A                  | Výsledek série | Tým B                      | Výsledky jednotlivých zápasů |
| ---------------------- | -------------- | -------------------------- | ---------------------------- |
| FC Balticflora Teplice | 3:0            | AC Sparta Praha            | 8:1, 5:1, 4:3                |
| FK ERA-PACK Chrudim    | 3:0            | FC Benago Zruč nad Sázavou | 7:2, 8:4, 8:2                |

### Finále
| Tým A                  | Výsledek série | Tým B               | Výsledky jednotlivých zápasů |
| ---------------------- | -------------- | ------------------- | ---------------------------- |
| FC Balticflora Teplice | 1:3            | FK ERA-PACK Chrudim | 2:3, 0:1, 1:2, 6:6pp (4:3pk) |

## Vítěz
| Chance futsal liga 2014/15 FK ERA-PACK Chrudim (11. titul) |